# Teorema PBR
El teorema PBR es un teorema de imposibilidad de la mecánica cuántica debido a Matthew Pusey, Jonathan Barrett, y Terry Rudolph publicado en 2012 y de cuyas iniciales recibe su nombre. Ese teorema tiene especial importancia para la interpretación de la naturaleza de los estados cuánticos de cualquier sistema físico.
El teorema se aplica a posibles teorías de variables ocultas realistas que intenten explicar las predicciones de la mecánica cuántica. Para esas teorías, el teorema establece que los estados cuánticos puros deben ser "ontológicamente reales" en el sentido de que corresponden directamente a estados de la realidad, en lugar de "epistémicos" en el sentido de que representan estados probabilísticos o incompletos de conocimiento sobre la realidad.
El teorema PBR también puede compararse con otros teoremas de imposibilidad como el teorema de Bell o el teorema de Kochen-Specker, que descartan  la posibilidad de explicar las predicciones de la mecánica cuántica con teorías de variables ocultas locales y teorías de variables ocultas no contextuales, respectivamente. Del mismo modo, podría decirse que el teorema PBR descarta las teorías de variables ocultas independientes de la preparación, en las que los estados cuánticos que se preparan independientemente tienen descripciones de variables ocultas independientes.
Este resultado fue considerado por el físico teórico Antony Valentini como "el teorema general más importante relacionado con los fundamentos de la mecánica cuántica desde el teorema de Bell".

## Contenido del teorema
Este teorema, que apareció por primera vez como un preprint arXiv y fue publicado posteriormente en Nature Physics, se refiere al estado interpretativo de los estados cuánticos puros. Bajo la clasificación de modelos de variables ocultas de Harrigan y Spekkens, la interpretación de la función de onda cuántica {\displaystyle |\psi \rangle } puede ser categorizada como ψ-óntica si "cada estado físico completo o estado óntico en la teoría es consistente con un solo estado cuántico puro" y ψ-epistémica "si existen estados ónticos que son consistentes con más de un estado cuántico puro." El teorema PBR demuestra que, o bien el estado cuántico {\displaystyle |\psi \rangle } es ψ-óntico, o bien los estados cuánticos no-entrelazados violan el supuesto de independencia de la preparación, lo que implicaría acción a distancia.